# Hrabstwo Piute
Hrabstwo Piute – hrabstwo w USA położone w południowo-zachodnio-centralnej części stanu Utah. W roku 2005 liczba mieszkańców wyniosła 1365. Stolicą jest Junction, a największym miastem Circleville. Nazwa pochodzi od plemienia Indian – Paiute.

## Geografia
Całkowita powierzchnia wynosi 1 983 km², z tego 21 km² (1,04%) stanowi woda.

### Miasta
- Circleville
- Junction
- Kingston
- Marysvale

### Sąsiednie hrabstwa
- Sevier – północ
- Wayne – wschód
- Garfield – południe
- Beaver – zachód